# Apistogramma piauiensis
Apistogramma piauiensis, popularmente conhecida como carazinho, é um peixe da família dos ciclídeos (Cichlidae). Foi descrito por Sven O. Kullander em 1980.

## Nome
O nome popular "carazinho" é o diminutivo de cará ou acará, uma designação comum a diversos peixes da família dos ciclídeos. O termo deriva do tupi aka'ra, no sentido de "escamoso, cascudo", e foi registrado pela primeira vez em 1587.

## Descrição
Apistogramma piauiensis alcança até 2,3 centímetros de comprimento padrão em machos ou espécimes não sexados. O corpo é alongado e levemente comprimido lateralmente, com escamas pequenas e coloração amarelo-acinzentada, frequentemente apresentando listras longitudinais discretas em adultos.

## Distribuição e habitat
Apistogramma piauiensis é endêmica do Brasil e foi descrita em 1980 com base em três exemplares coletados na lagoa Seca, na bacia do rio Parnaíba, no estado do Piauí, cerca de um quilômetro da margem do Parnaíba em Barra do Longá, próximo a Buriti dos Lopes. Há um registro mais recente, ainda por confirmar, na bacia costeira do Maranhão. Esforços de coleta recentes na bacia do Parnaíba não registraram-na e há espécimes identificados como A. piauiensis no mercado aquarista, cuja procedência é desconhecida. A considerar sua área de registro, coloca-se que ocorra nas sub-bacias do Gurupi, do Itapecuru e do Mearim. A. piauiensis vive em ambientes lênticos e lóticos, em substratos de areia e argila, em água doce com pH entre 5,5 e 6,5, dureza de 2 a 10 °dH e temperatura de 20-29 °C, nos biomas do Cerrado e da Amazônia.

## Biologia e ecologia
Apistogramma piauiensis é bentófaga e insetívora, se alimentando de microcrustáceos e larvas de insetos. É ovípara e desova em cavidades submersas onde a fêmea fixa os ovos no teto e os protege até a eclosão.

## Estado de conservação
A União Internacional para a Conservação da Natureza (UICN) classifica Apistogramma piauiensis com a rubrica de dados insuficientes (DD), em decorrência da falta de informações a respeito da biologia, distribuição geográfica, tendências populacionais e possíveis ameaças da espécie. Em 2018, foi classificada com a rubrica de dados insuficientes (DD) no Livro Vermelho da Fauna Brasileira Ameaçada de Extinção do Instituto Chico Mendes de Conservação da Biodiversidade (ICMBio). Sabe-se que a espécie é utilizada no mercado ornamental, mas a prática não aparenta ser um risco à conservação da espécie. Em sua área de distribuição, ocorre em algumas áreas de conservação: a Área de Proteção Ambiental Delta do Parnaíba (APA Delta do Parnaíba), a Área de Proteção Ambiental da Serra da Ibiapaba (APA Serra da Ibiapaba), o Parque Nacional dos Lençóis Maranhenses (PARNA Lençóis Maranhenses), a Reserva Extrativista da Chapada Limpa (Resex Chapada Limpa), a Área de Proteção Ambiental da Foz do Rio das Preguiças (APA da Foz do Rio das Preguiças), a Área de Proteção Ambiental das Reentrâncias Maranhenses (APA das Reentrâncias Maranhenses) e a Área de Proteção Ambiental de Upaon-Açu-Miritiba-Alto Preguiças (APA Upaon-Açu-Miritiba-Alto Preguiças).